# Daniel Murray
Daniel Murray (ur. 18 kwietnia 1768 w Sheepwalk w hrabstwie Wicklow, zm. 26 lutego 1852 w Dublinie) – irlandzki duchowny katolicki, arcybiskup Dublina.    

## Życiorys
Jego ojcem był Thomas, a matką Judith. W wieku szesnastu lat arcybiskup John Carpenter posłał go do Kolegium Irlandzkiego w Salamance (Hiszpania), gdzie studiował teologię i filozofię. Święcenia kapłańskie otrzymał w 1792.

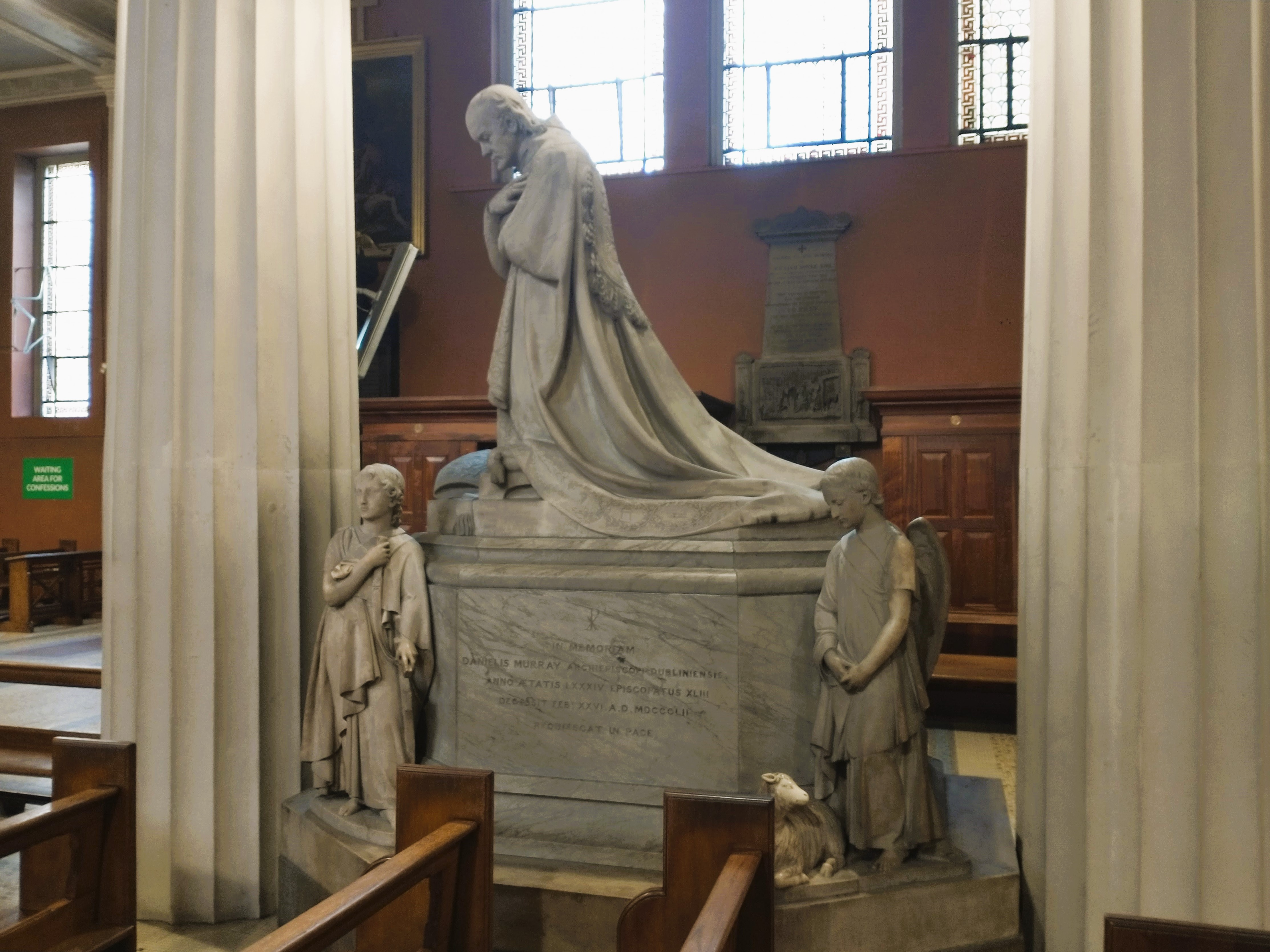
Nagrobek w prokatedrze dublińskiej

W 1793 został wikariuszem w kościele św. Pawła przy Arran Quay w Dublinie, a w latach 1795-1798 posługiwał w Arklow. Doszło tu do rozruchów chłopskich, w trakcie których ciężko raniono jego proboszcza. Uciekł wówczas do Dublina z pomocą protestanckiego rektora. Został tutaj wikariuszem przy kaplicy św. Andrzeja (Hawkins Street). Służył do 1800, zyskując reputację dobrego kaznodziei. Przeniesiono go do kaplicy Najświętszej Marii Panny na Upper Liffey Street, gdzie proboszczem był arcybiskup John Troy, który w 1809 zwrócił się do papieża Piusa VII z prośbą o powołanie biskupa pomocniczego, którym został Murray.
W 1812 mianowano go prezesem Maynooth College. W 1814 powrócił na Hawkins Street i przyczynił się do zbudowania nowej kaplicy przy Townsend Street, a w 1816 dublińskiej prokatedry.
W 1825 został arcybiskupem Dublina. W czasie swojej posługi nadzorował budowę ponad dziewięćdziesięciu kościołów, podwoił liczbę kapłanów diecezjalnych oraz przyczynił się do wzrostu liczby wiernych uczęszczających do świątyń. Był zainteresowany edukacją, w tym ubogich katolików. W 1831 został Rzecznikiem Edukacji Narodowej, mimo że rząd zaproponował bezwyznaniowy system oświatowy. Po epidemii cholery w latach 30. XIX wieku przyczynił się do założenia szpitala katolickiego. Cieszył się przychylnością na zamku dublińskiego – zaproponowano mu miejsce w Tajnej Radzie, ale odmówił.
Zmarł w swojej rezydencji przy Mountjoy Square 9 (obecnie 44). Pochowano go w podziemiach prokatedry.